# L'apparenza inganna
L'apparenza inganna és una òpera en dos actes composta per Domenico Cimarosa sobre un llibret italià de Giambatista Lorenzi. S'estrenà al Teatro dei Fiorentini de Napols la primavera de 1784.